# Калужский, Андрей Гаврилович
Андрей Гаврилович Калужский (1909—1963) — контр-адмирал ВМФ СССР, участник Великой Отечественной и советско-японской войн.

## Биография
Андрей Гаврилович Калужский родился 13 декабря 1909 года в деревне Шушмино (ныне — Чернский район Тульской области). В 1931 году он был призван на службу в Военно-морской флот СССР. В 1934 году Калужский окончил вечерний комвуз в Ленинграде, в 1939 году — Военно-политическую академию имени В. И. Ленина. Служил на военно-политических должностях.В годы Великой Отечественной войны с 10.08.1941 по 07.09.1942 Калужский был в должности начальника политотдела Беломорской военной флотилии принимал участие в защите советского Заполярья, а с 22.09.1942 по 15.04.1943 г. в должности начальника политотдела Волжской военной флотилии защищал Сталинград.
С апреля 1943 года служил начальником организационно-инструкторского отдела политуправления Тихоокеанского флота ВМФ СССР. В этой должности участвовал в советско-японской войне. В послевоенное время Калужский был начальником политотдела Амурской военной флотилии и начальником политуправления Тихоокеанского флота. В 1951 году он окончил Военную академию Генерального штаба. С августа 1957 года служил в научно-исследовательской группе № 1 при Главнокомандующем Военно-морским флотом СССР, затем в группе № 4 при начальнике Генерального штаба Вооружённых Сил СССР. Закончил службу в должности инспектора по научно-исследовательским институтам Управления политорганов ВМФ СССР.
В июне 1961 года в звании контр-адмирала Калужский был уволен в запас. Проживал в Москве. Скончался 20 декабря 1963 года, похоронен на Преображенском кладбище Москвы.
Был награждён орденом Ленина, двумя орденами Красного Знамени, орденом Отечественной войны 2-й степени, двумя орденами Красной Звезды, рядом медалей и именным оружием.